# قوبيون نحيل
قوبيون نحيل (الاسم العلمي: Gobius geniporus) هو نوع من أنواع الأسماك التي تنتمي للفصيلة القوبيونية، الموطن الأصلي لهذا النوع من الأسماك هو في البحر الأبيض المتوسط، حيث يتواجد هذا السمك في المياه القريبة من الساحل والشاطئ؛ في الأعماق التي من الممكن أن تصل إلى حوالي 30 متر (98 قدم). تعيش هذه الأسماك في المناطق ذات الركائز الرملية أو ذات الركائز الموحلة، والتي تكون بالقرب من المساحات المفروشة بالنجيل البحري. يمكن أن يصل الطول الكلي لهذا النوع من الأسماك إلى حوالي 16 سنتيمتر (6.3 بوصة).